# SITEVI

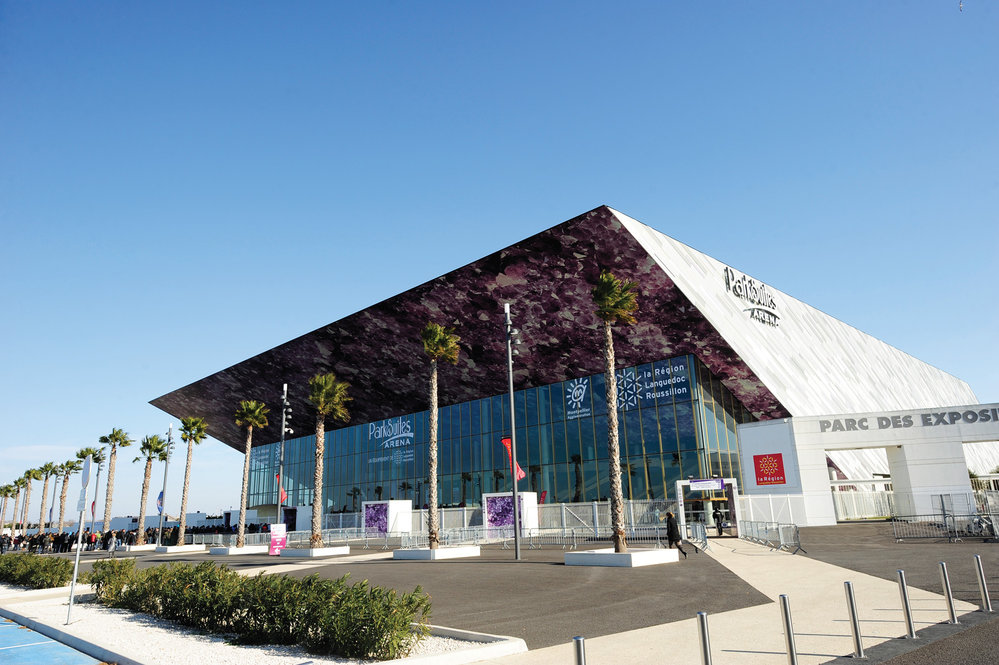
Lieu du salon, parc des expositions de Montpellier

Le SITEVI ou Salon international des équipements et savoir-faire pour les productions vigne-vin, olive, fruits-legumes est une foire-exposition bi-annuelle organisée à Montpellier au parc des expositions, dans la dernière semaine du mois de novembre. Elle présente le matériel viti-vinicole et les innovations, associé au matériel oléicole et agricole.

## Historique
Le salon est créé en 1977.
Le salon enregistre environ 50 000 visites en 2015, pour 1000 exposants. En 2017 le nombre passe à 1100 exposants, pour 57 000 visiteurs, il devient le plus grand salon spécialisé sur ces équipements au monde.
En 2018, il est envisagé qu’il se déroule aussi à Mendoza en Argentine, et en Chine sous le nom de SITEVINITECH.

## Organisation
Le SITEVI s'organise en plusieurs zones réparties par thèmes dans les différents bâtiments (il y a onze halls d'exposition disponibles) du parc des expositions de Montpellier.
Des salles de conférence sont aussi mobilisées pendant les 3 jours et traitent des problématiques actuelles, une quarantaine d'interventions sont ainsi proposées (18 ateliers interactifs, 26 conférences).
Un espace pour l'emploi est réservé (Job dating).

### Répartition thématique

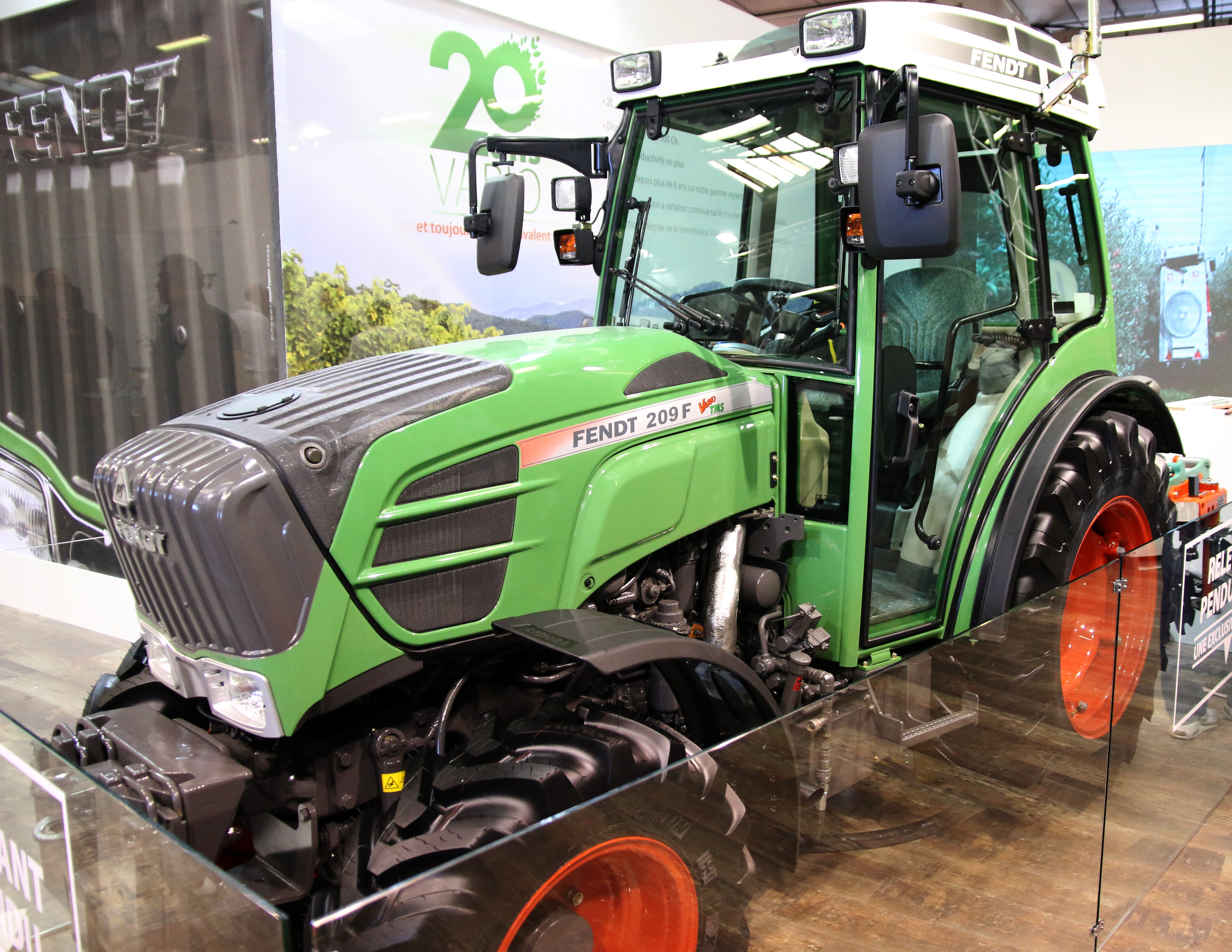
Tracteur vigneron Fendt exposé au SITEVI 2015

Les stands des exposants sont classés en trois univers :
- La filière viticole-vinicole (majoritaire)
- La filière oléicole
- La filière agricole : fruits et légumes

Les exposants sont organisés par type de matériel (cuves, pressoirs, machines à vendanger, tracteurs, pulvérisateurs, travail du sol, …) 

### Festival International Œnovideo
Oenovideo a changé de place depuis sa création. En 2018 le 25ème anniversaire du festival a été célébré à l'invitation du Comité Champagne et de la ville d'Epernay.

### Organisateurs
La gestion du salon est confiée à Comexposium, l'un des leaders européens de l'organisation de salons. Filiale de la Chambre de commerce et d'industrie de Paris et du groupe Unibail-Rodamco, Comexposium organise 114 manifestations grand public et professionnelles par an dont cinq des dix plus gros salons français.